# Gilles-Gervais de Pechpeyrou
Gilles-Gervais de Pechpeyrou, marquis de Beaucaire, baron de Blanquefort (septembre 1710 - Moissac, 1er janvier 1776) est un militaire français.

## Biographie
Fils de Jean-Antoine, seigneur de Peychpeyrou, baron de Beaucaire, et de Marie-Thérèse de La Roche-Fontenilles de Gensac, il devient lieutenant dans le régiment de Lambesc-cavalerie le 14 mai 1728. Passé capitaine le 11 septembre 1731, il combattit au siège de Kehl et à la bataille d'Ettlingen (en) en 1733, puis au siège de Philippsbourg en 1734.
Devenu capitaine en pied le 18 mars 1735, il commande sa compagnie au camp de Lachiers pendant la campagne. Il fut promu mestre de camp du régiment de Beaucaire le 28 mars 1736 sur démission de son oncle. En 1742, il participe à plusieurs actions à l'armée de Bavière. Il prend part à la campagne en Haute-Alsace sous les ordres du duc de Coigny. L'année suivante, le comte de Beaucaire commanda son régiment à la reprise de Weissenberg et des lignes de la Lautern, ainsi qu'au combat de Haguenau et au siège de Fribourg. 
Brigadier des armées du roi le 1er mai 1745, il participe à la campagne de 1745 sur le Rhin, puis étant passé sous les ordres du comte de Clermont-Gallerande, il servit au siège d'Ath. En 1746, il sert à l'armée de Flandre et prit part à la bataille de Rocourt. L'année suivante, il prend part au Siège de Bergen-op-Zoom. 
Le comte de Beaucaire fut promu maréchal de camp le 1er janvier 1748. Il se démit alors de son régiment de cavalerie, et eut un commandement à l'armée des Pays-Bas jusqu'à la paix signée le 18 octobre. Lors de l'alliance de la France et de la reine de Hongrie contre la Prusse et l'Angleterre, le comte de Beaucaire servit à l'armée d'Allemagne, et se trouva, en 1757, à la bataille de Hastenbeck  et à la prise de Minden et de Hanovre.

## Sources
- Jean Baptiste Pierre Jullien de Courcelles, Dictionnaire historique et biographique des généraux français, depuis le onzième siècle jusqu'en 1820, Volume 9, 1823
- Mercure de France: par une société de gens de lettres..., Numéros 1 à 3, 1776
- Louis Lainé, Archives généalogiques et historiques de la noblesse de France, ou, Recueil de preuves, mémoires et notices généralogiques, servant à constater l'origine, la filiation, les alliances et lés illustrations religieuses, civiles et militaires de diverses maisons et familles nobles du royaume, 1843.